# Hans Sponsel
Hans Sponsel (* 28. April 1926 in Wülflingen; † 30. Dezember 1997 in Würzburg) war ein deutscher Kommunalpolitiker, Verbandsfunktionär und Vorsitzender der Arbeiterwohlfahrt (AWO).

## Leben und Wirken
Hans Sponsel diente während des Zweiten Weltkriegs bei der Marine vor der norwegischen Küste und geriet später in Gefangenschaft in Frankreich. Anschließend begann er eine Ausbildung beim Überlandwerk Unterfranken in Hofheim. Später wechselte er in die Zentrale nach Würzburg, wo er schließlich als Abteilungsleiter bei der Materialbeschaffung tätig war. 
Sponsel trat im Jahr 1956 der SPD bei. Vom 1. Mai 1966 bis 30. April 1996 war er im Würzburger Stadtrat und vom 1. Januar 1972 bis 15. Juli 1980 stellvertretender Fraktionsvorsitzender der SPD-Stadtratsfraktion.
Sponsel engagierte sich seit 1964 bei der Arbeiterwohlfahrt. Von 1965 bis 1993 war er Erster Vorsitzender des Bezirksverbandes Unterfranken und wirkte in seinen letzten Lebensjahren an der Erbauung des Hans-Sponsel-Hauses mit. Bis zu seinem Lebensende war er Ehrenvorsitzender der AWO Würzburg. 
Hans Sponsel war verheiratet mit Inge Sponsel, geb. Menninger. Das Paar hatte zwei Söhne. Er wurde auf dem Würzburger Hauptfriedhof beigesetzt.

## Mitgliedschaften
- 1949: Eintritt in den Deutschen Gewerkschaftsbund (DGB)
- 1964: Mitglied der AWO

## Ehrungen und Auszeichnungen
- 1984: Bundesverdienstkreuz am Bande
- 1986: Goldenes Stadtsiegel
- 1986: Kommunale Verdienstmedaille (Bronze)
- 1986: Marie-Juchacz-Plakette der AWO durch den Bundesvorstand[2]
- 1989: Verdienstkreuz 1. Klasse[3]
- 1993: Ehrenring der Stadt Würzburg
- 1996: Silberner Ratsbecher

Nach ihm wurde das Hans-Sponsel-Haus der AWO im Stadtbezirk Lindleinsmühle benannt.